# UCI Europa Tour 2009-2010
L'UCI Europa Tour 2009-2010 va ser la sisena edició de l'UCI Europa Tour, un dels cinc circuits continentals de ciclisme de la Unió Ciclista Internacional. Estava formada per més de 300 proves, organitzades del 18 d'octubre de 2009 al 19 d'octubre de 2010 a Europa.

## Evolució del calendari

### Octubre 2009
| Data | Cursa                                    | País   | Cat. | Vencedor            | Equip       |
| ---- | ---------------------------------------- | ------ | ---- | ------------------- | ----------- |
| 18   | Crono de les Nacions-Les Herbiers-Vendée | França | 1.1  | Aleksandr Vinokúrov | Team Astana |

### Gener
| Data | Cursa                                      | País   | Cat. | Vencedor         | Equip                |
| ---- | ------------------------------------------ | ------ | ---- | ---------------- | -------------------- |
| 30-2 | Giro de la Província de Reggio de Calàbria | Itàlia | 2.1  | Matteo Montaguti | De Rosa-Stac Plastic |
| 31   | Gran Premi d'Obertura La Marseillaise      | França | 1.1  | Jonathan Hivert  | Saur-Sojasun         |

### Febrer
| Data  | Cursa                               | País     | Cat. | Vencedor            | Equip                                           |
| ----- | ----------------------------------- | -------- | ---- | ------------------- | ----------------------------------------------- |
| 3-7   | Étoile de Bessèges                  | França   | 2.1  | Samuel Dumoulin     | Cofidis                                         |
| 6     | Gran Premi de la costa dels Etruscs | Itàlia   | 1.1  | Alessandro Petacchi | Lampre-Farnese Vini                             |
| 7     | Trofeu Palma                        | Espanya  | 1.1  | Robbie McEwen       | Team Katusha                                    |
| 8     | Trofeu Cala Millor                  | Espanya  | 1.1  | Óscar Freire        | Rabobank                                        |
| 9     | Trofeu Inca                         | Espanya  | 1.1  | Linus Gerdemann     | Team Milram                                     |
| 10    | Trofeu Deià                         | Espanya  | 1.1  | Rui Costa           | Caisse d'Épargne                                |
| 10-14 | Tour del Mediterrani                | França   | 2.1  | Rinaldo Nocentini   | AG2R La Mondiale                                |
| 11    | Magaluf-Palmanova                   | Espanya  | 1.1  | André Greipel       | HTC-Columbia                                    |
| 17–21 | Volta a l'Algarve                   | Portugal | 2.1  | Alberto Contador    | Team Astana                                     |
| 19    | Trofeu Laigueglia                   | Itàlia   | 1.1  | Francesco Ginanni   | Androni Giocattoli-Serramenti PVC Diquigiovanni |
| 20–21 | Tour de l'Alt Var                   | França   | 2.1  | Christophe Le Mével | La Française des Jeux                           |
| 20-24 | Volta a Andalusia                   | Espanya  | 2.1  | HTC-Columbia        | RadioShack                                      |
| 23-27 | Giro de Sardenya                    | Itàlia   | 2.1  | Roman Kreuziger     | Liquigas-Doimo                                  |
| 27    | Gran Premio dell'Insubria           | Suïssa   | 1.1  | Samuel Dumoulin     | Cofidis                                         |
| 27    | Beverbeek Classic                   | Bèlgica  | 1.2  | Yannick Eijssen     | PWS Eijssen                                     |
| 26    | Omloop Het Nieuwsblad               | Bèlgica  | 1.HC | Joan Antoni Flecha  | Team Sky                                        |
| 28    | Boucles del Sud Ardecha             | França   | 1.1  | Christophe Riblon   | AG2R La Mondiale                                |
| 28    | Clàssica d'Almeria                  | Espanya  | 1.1  | Theo Bos            | Cervélo Test                                    |
| 28    | Kuurne-Brussel·les-Kuurne           | Bèlgica  | 1.1  | Bobbie Traksel      | Vacansoleil                                     |
| 28    | Gran Premi de Lugano                | Suïssa   | 1.1  | Roberto Ferrari     | De Rosa-Stac Plastic                            |
| 28    | Clàssica Sarda                      | Itàlia   | 1.1  | Giovanni Visconti   | ISD-Neri                                        |

### Març
| Data  | Cursa                                       | País          | Cat.   | Vencedor           | Equip                                           |
| ----- | ------------------------------------------- | ------------- | ------ | ------------------ | ----------------------------------------------- |
| 3     | Le Samyn                                    | Bèlgica       | 1.1    | Jens Keukeleire    | Cofidis                                         |
| 3     | Giro del Friül                              | Itàlia        | 1.1    | Roberto Ferrari    | De Rosa-Stac Plastic                            |
| 3-7   | Volta a Múrcia                              | Espanya       | 2.1    | František Raboň    | HTC-Columbia                                    |
| 5-7   | Tres dies de Flandes Occidental             | Bèlgica       | 2.1    | Jens Keukeleire    | Cofidis                                         |
| 6     | Monte Paschi Strade Bianche                 | Itàlia        | 1.1    | Maksim Iglinski    | Team Astana                                     |
| 6     | Fletxa flamenca                             | Bèlgica       | 1.2    | Clinton Avery      | PWS Eijssen                                     |
| 7     | Trofeu Zssdi                                | Itàlia        | 1.2    | Marko Kump         | Adria Mobil                                     |
| 7     | Gran Premi de Lillers-Souvenir Bruno Comini | França        | 1.2    | Benoît Daeninck    | Roubaix Lille Métropole                         |
| 14    | Trofeu Franco Balestra                      | Itàlia        | 1.2    | Aleksandr Mirónov  | Itera-Katusha                                   |
| 14    | París-Troyes                                | França        | 1.2    | Cédric Pineau      | Roubaix Lille Métropole                         |
| 14    | Circuit del País de Waes                    | Bèlgica       | 1.2    | Denis Flahaut      | ISD Continental                                 |
| 14    | Poreč Trophy                                | Croàcia       | 1.2    | Matej Gnezda       | Adria Mobil                                     |
| 17    | Nokere Koerse                               | Bèlgica       | 1.1    | Jens Keukeleire    | Cofidis                                         |
| 18-21 | Istrian Spring Trophy                       | Croàcia       | 2.2    | Robert Vrečer      | Perutnina Ptuj                                  |
| 20    | Clàssica Loira Atlàntic                     | França        | 1.1    | Laurent Mangel     | Saur-Sojasun                                    |
| 21    | Tour de Groene Hart                         | Països Baixos | 1.1    | Jens Mouris        | Vacansoleil                                     |
| 21    | Gran Premi Cholet-País del Loira            | França        | 1.1    | Leonardo Duque     | Cofidis                                         |
| 21    | Gran Premi San Giuseppe                     | Itàlia        | 1.2    | Enrico Battaglin   | Zalf Désirée Fior                               |
| 21    | La Roue Tourangelle                         | França        | 1.2    | Yann Guyot         | Sojasun espoir-ACNC                             |
| 22-28 | Tour de Normandia                           | França        | 2.2    | Ronan van Zandbeek | Van Vliet EBH Elshof                            |
| 23-27 | Setmana Internacional de Coppi i Bartali    | Itàlia        | 2.1    | Ivan Santaromita   | Liquigas-Doimo                                  |
| 24    | A través de Flandes                         | Bèlgica       | 1.1    | Matti Breschel     | Team Saxo Bank                                  |
| 26-28 | Gran Premi de Portugal                      | Portugal      | 2.Ncup | Tom Dumoulin       | Equip nacional dels Països Baixos               |
| 27    | E3 Harelbeke                                | Bèlgica       | 1.HC   | Fabian Cancellara  | Team Saxo Bank                                  |
| 27-28 | Critèrium Internacional                     | França        | 2.HC   | Pierrick Fédrigo   | BBox Bouygues Telecom                           |
| 30–1  | Tres dies de La Panne                       | Bèlgica       | 2.HC   | David Millar       | Garmin-Transitions                              |
| 31-5  | Setmana Ciclista Lombarda                   | Itàlia        | 2.1    | Michele Scarponi   | Androni Giocattoli-Serramenti PVC Diquigiovanni |

### Abril
| Data  | Cursa                                     | País                 | Cat.   | Vencedor             | Equip                              |
| ----- | ----------------------------------------- | -------------------- | ------ | -------------------- | ---------------------------------- |
| 2     | Ruta Adélie de Vitré                      | França               | 1.1    | Cyril Gautier        | BBox Bouygues Telecom              |
| 2-4   | Triptyque des Monts et Châteaux           | Bèlgica              | 2.2    | Jetse Bol            | Rabobank Continental               |
| 3     | Hel van het Mergelland                    | Països Baixos        | 1.1    | Yann Huguet          | Skil-Shimano                       |
| 3     | Gran Premi Miguel Indurain                | Espanya              | 1.HC   | Joaquim Rodríguez    | Team Katusha                       |
| 4     | Gran Premi de la vila de Nogent-sur-Oise  | França               | 1.2    | Vytautas Kaupas      | Continental Differdange            |
| 4     | Trofeu Piva Banca Popolare                | Itàlia               | 1.2U   | Andrea Pasqualon     | Zalf Désirée Fior                  |
| 5     | Volta a Colònia                           | Alemanya             | 1.1    | Juan José Haedo      | Team Saxo Bank                     |
| 5     | Giro del Belvedere                        | Itàlia               | 1.2U   | Siarhei Papok        | San Marco Concrete                 |
| 6     | Gran Premi Palio del Recioto              | Itàlia               | 1.2U   | Blaž Furdi           | Equip nacional d'Eslovènia         |
| 6-9   | Circuit de La Sarthe                      | França               | 2.1    | Luis León Sánchez    | Caisse d'Épargne                   |
| 7     | Grote Scheldeprijs                        | Bèlgica              | 1.HC   | Tyler Farrar         | Garmin-Transitions                 |
| 8     | Gran Premi Pino Cerami                    | Bèlgica              | 1.1    | Jure Kocjan          | CarmioOro-NGC                      |
| 8-11  | Cinturó a Mallorca                        | Espanya              | 2.2    | Sergio Mantecón      | Hosteleria de Cañete-Nagares       |
| 9–11  | Circuit de les Ardenes                    | França               | 2.2    | Mikhail Antonov      | Itera-Katusha                      |
| 10    | Trofeu Edil C                             | Itàlia               | 1.2    | Massimo Graziato     | Trevigiani Dynamon Bottoli         |
| 10    | Tour de Drenthe                           | Països Baixos        | 1.1    | Alberto Ongarato     | Vacansoleil                        |
| 10    | Tour de Flandes sub-23                    | Bèlgica              | 1.Ncup | Marko Kump           | Equip nacional d'Eslovènia         |
| 11    | Klasika Primavera                         | Espanya              | 1.1    | Samuel Sánchez       | Euskaltel-Euskadi                  |
| 11    | Dwars door Drenthe                        | Països Baixos        | 1.1    | Enrico Rossi         | Ceramica Flaminia                  |
| 11-18 | Volta a Turquia                           | Turquia              | 2.HC   | Giovanni Visconti    | ISD-Neri                           |
| 13    | París-Camembert                           | França               | 1.1    | Sébastien Minard     | Cofidis                            |
| 14    | Fletxa brabançona                         | Bèlgica              | 1.HC   | Sébastien Rosseler   | RadioShack                         |
| 14    | La Côte Picarde                           | França               | 1.Ncup | Viatxeslav Kuznetsov | Equip nacional de Rússia           |
| 14-18 | Volta a Castella i Lleó                   | Espanya              | 2.1    | Alberto Contador     | Team Astana                        |
| 14-18 | Tour de Loir i Cher                       | França               | 2.2    | Mikhail Antonov      | Itera-Katusha                      |
| 15    | Gran Premi de Denain                      | França               | 1.1    | Denis Flahaut        | ISD Continental                    |
| 17    | Tour de Finisterre                        | França               | 1.1    | Florian Vachon       | Bretagne-Schuller                  |
| 17    | Lieja-Bastogne-Lieja sub-23               | Bèlgica              | 1.2U   | Ramūnas Navardauskas | Vélo-Club La Pomme Marseille       |
| 17    | ZLM Tour                                  | Països Baixos        | 1.Ncup | Arman Kamyshev       | Equip nacional del Kazakhstan      |
| 18    | Tro Bro Leon                              | França               | 1.1    | Jérémy Roy           | La Française des Jeux              |
| 18    | Rund um Düren                             | Alemanya             | 1.1    | Sven Krauss          | Halanke.de-Öschelbronn             |
| 18    | Gran Premi de Donetsk                     | Ucraïna              | 1.2    | Vitali Popkov        | ISD Continental                    |
| 18    | Zellik-Galmaarden                         | Bèlgica              | 1.2    | Coen Vermeltfoort    | Rabobank Continental               |
| 20-23 | Giro del Trentino                         | Itàlia               | 2.HC   | Aleksandr Vinokúrov  | Team Astana                        |
| 21-25 | Gran Premi d'Adiguèsia                    | Rússia               | 2.2    | Vitali Popkov        | ISD Continental                    |
| 23    | Banja Luka-Belgrad I                      | Bòsnia i Hercegovina | 1.2    | Jure Zrimšek         | Sava                               |
| 24    | Gran Premi de Llodio                      | Espanya              | 1.1    | Ángel Vicioso        | Andalucia-Cajasur                  |
| 24    | Arno Wallaard Memorial                    | Països Baixos        | 1.2    | Stefan van Dijk      | Verandas Willems                   |
| 25    | Volta a La Rioja                          | Espanya              | 1.1    | Ángel Vicioso        | Andalucia-Cajasur                  |
| 25    | Giro dels Apenins                         | Itàlia               | 1.1    | Robert Kišerlovski   | Liquigas-Doimo                     |
| 25    | Volta a Holanda del Nord                  | Països Baixos        | 1.2    | Robert Wagner        | Skil-Shimano                       |
| 25    | East Midlands International Cicle Classic | Regne Unit           | 1.2    | Michael Berling      | Glud & Marstrand-LRØ Rådgivning    |
| 25    | Gran Premi della Liberazione              | Itàlia               | 1.2U   | Jan Tratnik          | Equip nacional d'Eslovènia         |
| 25    | París-Mantes-en-Yvelines                  | França               | 1.2    | Yoann Bagot          | Vélo-Club La Pomme Marseille       |
| 25–1  | Tour de Bretanya                          | França               | 2.2    | Franck Bouyer        | BBox Bouygues Telecom              |
| 26-27 | Giro de les regions italianes             | Itàlia               | 2.2U   | Enrico Battaglin     | Equip nacional d'Itàlia B          |
| 27    | Pujada al Naranco                         | Espanya              | 1.1    | Santiago Pérez       | Centro Ciclismo de Loulé-Louletano |
| 28-2  | Volta a Astúries                          | Espanya              | 2.1    | Constantino Zaballa  | Centro Ciclismo de Loulé-Louletano |
| 29-1  | The Paths of King Nikola                  | Montenegro           | 2.2    | Vladimir Koev        | Hemus 1896-Vivelo                  |

### Maig
| Data  | Cursa                                                   | País          | Cat. | Vencedor               | Equip                           |
| ----- | ------------------------------------------------------- | ------------- | ---- | ---------------------- | ------------------------------- |
| 1     | Memorial Andrzej Trochanowski                           | Polònia       | 1.2  | André Schulze          | PSK Whirlpool-Author            |
| 1     | Gran Premi del 1r de maig - Premi d'honor Vic de Bruyne | Bèlgica       | 1.2  | Jan Kuyckx             | Qin                             |
| 1     | Gran Premi de Frankfurt                                 | Alemanya      | 1.HC | Fabian Wegmann         | Team Milram                     |
| 1     | Gran Premi de Frankfurt sub-23                          | Alemanya      | 1.2U | Tino Thömel            | KED-Bianchi Berlin              |
| 1     | Gran Premi Herning                                      | Dinamarca     | 1.1  | Alex Rasmussen         | Team Saxo Bank                  |
| 1     | Mayor Cup                                               | Rússia        | 1.2  | Žolt Der               | Partizan Srbija                 |
| 1     | Gran Premi de la Indústria i l'Artesanat de Larciano    | Itàlia        | 1.1  | Daniele Ratto          | CarmioOro-NGC                   |
| 1     | Tour d'Overijssel                                       | Països Baixos | 1.2  | Job Vissers            | Skil-Shimano                    |
| 2     | Memorial Oleg Diatxenko                                 | Rússia        | 1.2  | Aleksandr Mirónov      | Itera-Katusha                   |
| 2     | Circuit del Porto                                       | Itàlia        | 1.2  | Marco Amicabile        | Delio Gallina                   |
| 2     | Gran Premi de Moscou                                    | Rússia        | 1.2  | Esad Hasanović         | Partizan Srbija                 |
| 5-9   | Quatre dies de Dunkerque                                | França        | 2.HC | Martin Elmiger         | AG2R La Mondiale                |
| 6–10  | Cinc anells de Moscou                                   | Rússia        | 2.2  | Serguei Firsànov       | Designa Køkken-Blue Water       |
| 7-9   | Szlakiem Grodów Piastowskich                            | Polònia       | 2.1  | Marek Rutkiewicz       | Mróz Active Jet                 |
| 8     | Scandinavian Race Uppsala                               | Suècia        | 1.2  | Philip Nielsen         | Concordia Forsikring-Himmerland |
| 9     | Gran Premi de la Indústria del marbre                   | Itàlia        | 1.2  | Tomas Alberio          | Trevigiani Dynamon Bottoli      |
| 9     | Omloop der Kempen                                       | Països Baixos | 1.2  | Stefan van Dijk        | Verandas Willems                |
| 12    | Batavus Prorace                                         | Països Baixos | 1.1  | Markus Eichler         | Team Milram                     |
| 12–16 | Fletxa del Sud                                          | Luxemburg     | 2.2  | Lasse Bøchman          | Glud & Marstrand-LRØ            |
| 13-16 | Roine-Alps Isera Tour                                   | França        | 2.2  | Jérôme Coppel          | Saur-Sojasun                    |
| 14-16 | Tour de Picardia                                        | França        | 2.1  | Ben Swift              | Team Sky                        |
| 17-22 | Olympia's Tour                                          | Països Baixos | 2.2  | Taylor Phinney         | Trek Livestrong U23             |
| 18-22 | Circuit de Lorena                                       | França        | 2.1  | Fabio Felline          | Footon-Servetto                 |
| 20-22 | Ronda de l'Isard d'Arieja                               | França        | 2.2U | Yannick Eijssen        | PWS Eijssen                     |
| 21-24 | Tour de Berlín                                          | Alemanya      | 2.2U | Marc Goos              | Jo Piels                        |
| 23    | Neuseen Classics – Rund um die Braunkohle               | Alemanya      | 1.1  | Roger Kluge            | Team Milram                     |
| 23-30 | FBD Insurance RÁS                                       | Irlanda       | 2.2  | Alexander Wetterhall   | Sprocket Pro                    |
| 26-30 | Volta a Bèlgica                                         | Bèlgica       | 2.HC | Stijn Devolder         | Quick Step                      |
| 26-30 | Volta a Baviera                                         | Alemanya      | 2.HC | Maxime Monfort         | HTC-Columbia                    |
| 28    | Gran Premi de Tallinn-Tartu                             | Estònia       | 1.1  | Denis Flahaut          | ISD Continental                 |
| 28-30 | Tour de Gironda                                         | França        | 2.2  | Julien Belgy           | Vendée U                        |
| 28-31 | Tour de Tràcia                                          | Turquia       | 2.2  | Stefan Koychev Hristov | Brisaspor                       |
| 29    | SEB Tartu GP                                            | Estònia       | 1.1  | Tanel Kangert          | Equip nacional d'Estònia        |
| 29    | Gran Premi Kranj                                        | Eslovènia     | 1.1  | Matej Gnezda           | Adria Mobil                     |
| 29    | Gran Premi de Plumelec-Morbihan                         | França        | 1.1  | Wesley Sulzberger      | La Française des Jeux           |
| 30    | Rogaland Grand Prix                                     | Noruega       | 1.1  | Vitali Popkov          | ISD Continental                 |
| 30    | Boucles de l'Aulne                                      | França        | 1.1  | Jean-Luc Delpech       | Bretagne-Schuller               |
| 30    | Gran Premi Hydraulika Mikolasek                         | Eslovàquia    | 1.1  | Alois Kaňkovský        | ASC Dukla Praha                 |
| 30    | París-Roubaix sub-23                                    | França        | 1.2U | Taylor Phinney         | Trek Livestrong U23             |
| 30    | Trofeu Ciutat de San Vendemiano                         | Itàlia        | 1.2U | Stefano Agostini       | Zalf Désirée Fior               |

### Juny
| Data  | Cursa                                        | País          | Cat. | Vencedor            | Equip                               |
| ----- | -------------------------------------------- | ------------- | ---- | ------------------- | ----------------------------------- |
| 2     | Trofeu Alcide Degasperi                      | Itàlia        | 1.2  | Sonny Colbrelli     | Zalf Désirée Fior                   |
| 2-6   | Gran Premi Ringerike                         | Noruega       | 2.2  | Christer Rake       | Joker Bianchi                       |
| 2-6   | Volta a Luxemburg                            | Luxemburg     | 2.HC | Matteo Carrara      | Vacansoleil                         |
| 5-12  | Volta a Romania                              | Romania       | 2.2  | Bruno Rizzi         | Tusnad                              |
| 6     | Memorial Philippe van Coningsloo             | Bèlgica       | 1.2  | Dries Hollanders    | PWS Eijssen                         |
| 6     | Copa de la Pau                               | Itàlia        | 1.2  | Fabio Piscopiello   | Vega Prefabbricati Montappone       |
| 6     | Gran Premi del cantó d'Argòvia               | Suïssa        | 1.HC | Kristof Vandewalle  | Topsport Vlaanderen-Mercator        |
| 8-15  | Circuito Montañés                            | Espanya       | 2.2  | Fabio Duarte        | Café de Colombia-Colombia es Pasión |
| 9-13  | Carpathia Couriers Path                      | Polònia       | 2.2U | Adrian Honkisz      | Equip nacional de Polònia           |
| 10-13 | Volta a l'Alentejo                           | Portugal      | 2.2  | David Blanco        | Palmeiras Resort-Prio               |
| 10-13 | Ronda de l'Oise                              | França        | 2.2  | Steven Tronet       | Roubaix Lille Métropole             |
| 11-13 | Delta Tour Zeeland                           | Països Baixos | 2.1  | Tyler Farrar        | Garmin-Transitions                  |
| 11-13 | Oberösterreichrundfahrt                      | Àustria       | 2.2  | Leopold König       | PSK Whirlpool-Author                |
| 11-20 | Girobio                                      | Itàlia        | 2.2  | Carlos Betancur     | Equip nacional de Colòmbia          |
| 13    | Val d'Ille U Classic 35                      | França        | 1.2  | Jimmy Casper        | Saur-Sojasun                        |
| 14-19 | Volta a Sèrbia                               | Sèrbia        | 2.1  | Luca Ascani         | CDC-Cavaliere                       |
| 15-20 | Volta a Turíngia                             | Alemanya      | 2.2U | John Degenkolb      | Thüringer Energie                   |
| 16-20 | Ster Elektrotoer                             | Països Baixos | 2.1  | Adam Hansen         | HTC-Columbia                        |
| 17-19 | Małopolski Wyścig Górski                     | Polònia       | 2.2  | Jacek Morajko       | Mróz Active Jet                     |
| 17-20 | Volta a Eslovènia                            | Eslovènia     | 2.1  | Vincenzo Nibali     | Liquigas-Doimo                      |
| 17-20 | Boucles de la Mayenne                        | França        | 2.2  | Jérémie Galland     | Saur-Sojasun                        |
| 18-20 | Tour del País de Savoia                      | França        | 2.2  | Nicolas Schnyder    | Price-Custom Bikes                  |
| 18-20 | Tour de Mainfranken                          | Alemanya      | 2.2U | Marc Goos           | Jo Piels                            |
| 18-20 | Ruta del Sud                                 | França        | 2.1  | Vassil Kirienka     | Cofidis                             |
| 19    | GP Nobili Rubinetterie-Coppa Papà Carlo      | Itàlia        | 1.1  | Gianluca Brambilla  | Colnago-CSF Inox                    |
| 20    | GP Nobili Rubinetterie-Coppa Città di Stresa | Itàlia        | 1.1  | Oscar Gatto         | ISD-Neri                            |
| 20    | Gran Premi Raiffeisen                        | Àustria       | 1.2  | Matthias Brändle    | Footon-Servetto                     |
| 20    | Fletxa ardenesa                              | Bèlgica       | 1.2  | Thomas Degand       | Verandas Willems                    |
| 23    | Halle-Ingooigem                              | Bèlgica       | 1.1  | Jurgen Van de Walle | Quick Step                          |
| 30    | Internationale Wielertrofee Jong Maar Moedig | Bèlgica       | 1.2  | Sven Jodts          | Beveren 2000                        |
| 30-4  | Cursa de Solidarność i els Atletes Olímpics  | Polònia       | 2.1  | Jacek Morajko       | Mróz Active Jet                     |

### Juliol
| Data  | Cursa                                      | País     | Cat. | Vencedor           | Equip                         |
| ----- | ------------------------------------------ | -------- | ---- | ------------------ | ----------------------------- |
| 3     | Circuit Het Nieuwsblad sub-23              | Bèlgica  | 1.2  | Jarl Salomein      | Beveren 2000                  |
| 4     | Dwars door het Hageland                    | Bèlgica  | 1.2  | Frédéric Amorison  | Landbouwkrediet               |
| 4     | Giro de la Vall Aretine                    | Itàlia   | 1.2  | Henry Frusto       | Scap Prefabbricati Foresi     |
| 4-11  | Volta a Àustria                            | Àustria  | 2.HC | Riccardo Riccò     | Ceramica Flaminia             |
| 6     | Trofeu de la ciutat de Brescia             | Itàlia   | 1.2  | Manuele Boaro      | Trevigiani Dynamon Bottoli    |
| 7-11  | Trofeu Joaquim Agostinho                   | Portugal | 2.2  | Cândido Barbosa    | Palmeiras Resort-Tavira       |
| 11    | La Ronda Pévèloise                         | França   | 1.2  | Frank Dressler     | Continental Differdange       |
| 11    | Grote Prijs van de Stad Geel               | Bèlgica  | 1.2  | Timothy Dupont     | Jong Vlaanderen-Bauknecht     |
| 11    | Giro del Medio Brenta                      | Itàlia   | 1.2  | Luigi Miletta      | Gragnano Sporting Club        |
| 16    | Campionat d'Europa - contrarellotge sub-23 | Turquia  | CC   | Alex Dowsett       | Equip nacional del Regne Unit |
| 17-18 | Volta a la comunitat de Madrid             | Espanya  | 2.1  | Sergio Pardilla    | CarmioOro-NGC                 |
| 18    | Giro del Casentino                         | Itàlia   | 1.2  | Andrea Pasqualon   | Zalf Désirée Fior             |
| 17    | Campionat d'Europa - cursa en ruta sub-23  | Itàlia   | CC   | Piotr Gawroński    | Equip nacional de Polònia     |
| 21-25 | Brixia Tour                                | Itàlia   | 2.1  | Domenico Pozzovivo | Colnago-CSF Inox              |
| 22    | Central European Tour Gyomaendröd          | Hongria  | 1.2  | Alois Kaňkovský    | ASC Dukla Praha               |
| 22-25 | Tour de Szeklerland                        | Romania  | 2.2  | Evgeni Gerganov    | Hemus 1896-Vivelo             |
| 24-26 | Kreiz Breizh Elites                        | França   | 2.2  | Johan Le Bon       | Bretagne-Schuller             |
| 24-28 | Tour de Valònia                            | Bèlgica  | 2.HC | Russell Downing    | Team Sky                      |
| 25    | Prova de Villafranca de Ordizia            | Espanya  | 1.1  | Gorka Izagirre     | Euskaltel-Euskadi             |
| 25    | Gran Premi de la vila de Pérenchies        | França   | 1.2  | Arnaud Démare      | CC Nogent-sur-Oise            |
| 25    | Pomerania Tour                             | Polònia  | 1.2  | Dirk Müller        | Nutrixxion Sparkasse          |
| 27-31 | Dookoła Mazowsza                           | Polònia  | 2.2  | Sebastian Forke    | Nutrixxion Sparkasse          |
| 28–1  | Tour d'Alsàcia                             | França   | 2.2  | Wilco Kelderman    | Rabobank Continental          |

### Agost
| Data  | Cursa                                                       | País          | Cat. | Vencedor               | Equip                     |
| ----- | ----------------------------------------------------------- | ------------- | ---- | ---------------------- | ------------------------- |
| 1     | Circuit de Getxo                                            | Espanya       | 1.1  | Francisco José Pacheco | Xacobeo Galicia           |
| 1     | Trofeu Matteotti                                            | Itàlia        | 1.1  | Riccardo Chiarini      | De Rosa-Stac Plastic      |
| 1     | Polynormande                                                | França        | 1.1  | Andy Cappelle          | Verandas Willems          |
| 3-7   | Volta a Lleó                                                | Espanya       | 2.2  | Ángel Vallejo          | Supermercados Froiz       |
| 4-5   | París-Corrèze                                               | França        | 2.1  | Mickaël Buffaz         | Cofidis                   |
| 4-8   | Volta a Burgos                                              | Espanya       | 2.HC | Samuel Sánchez         | Euskaltel-Euskadi         |
| 4-8   | Volta a Dinamarca                                           | Dinamarca     | 2.HC | Jakob Fuglsang         | Team Saxo Bank            |
| 4-15  | Volta a Portugal                                            | Portugal      | 2.1  | David Blanco           | Palmeiras Resort-Tavira   |
| 5     | Gran Premi de la indústria i el comerç artesanal de Carnago | Itàlia        | 1.1  | Ivan Basso             | Liquigas-Doimo            |
| 5     | Gran Premi Folignano                                        | Itàlia        | 1.2  | Julián Arredondo       | Scap Prefabbricati Foresi |
| 5-8   | Volta als Pirineus                                          | França        | 2.2  | Florent Barle          | AVC Aix-en-Provence       |
| 7     | Gran Premi de la vila de Camaiore                           | Itàlia        | 1.1  | Kristjan Koren         | Liquigas-Doimo            |
| 8     | Tour de Bochum                                              | Alemanya      | 1.1  | Niki Terpstra          | Team Milram               |
| 8     | Trofeu internacional Bastianelli                            | Itàlia        | 1.2  | Carmelo Pantò          | Gragnano Sporting Club    |
| 8     | Dwars door de Antwerpse Kempen                              | Bèlgica       | 1.2U | Aidis Kruopis          | Palmans-Cras              |
| 10-14 | Tour de l'Ain                                               | França        | 2.1  | Haimar Zubeldia        | RadioShack                |
| 12-15 | Mi-Août en Bretagne                                         | França        | 2.2  | Jean-Luc Delpech       | Bretagne-Schuller         |
| 13    | Dutch Food Valley Classic                                   | Països Baixos | 1.1  | Edvald Boasson Hagen   | Team Sky                  |
| 14    | Memorial Henryk Łasak                                       | Polònia       | 1.2  | Mariusz Witecki        | Mróz Active Jet           |
| 14    | Gran Premi Betonexpressz 2000                               | Hongria       | 1.1  | Hrvoje Miholjević      | Loborika                  |
| 15    | Fletxa del port d'Anvers                                    | Bèlgica       | 1.2  | Rob Goris              | Palmans-Cras              |
| 15    | Copa dels Carpats                                           | Polònia       | 1.2  | Marek Rutkiewicz       | Mróz Active Jet           |
| 16    | Gran Premi Capodarco                                        | Itàlia        | 1.2  | Enrico Battaglin       | Zalf Désirée Fior         |
| 17    | Gara Ciclistica Montappone                                  | Itàlia        | 1.2  | Ilya Gorodnichev       | Gragnano S.C.             |
| 17    | Gran Premi de la vila de Zottegem                           | Bèlgica       | 1.1  | Stefan van Dijk        | Verandas Willems          |
| 17    | Tres Valls Varesines                                        | Itàlia        | 1.HC | Daniel Martin          | Garmin-Transitions        |
| 17-20 | Tour del Llemosí                                            | França        | 2.HC | Gustav Larsson         | Team Saxo Bank            |
| 18    | Coppa Agostoni                                              | Itàlia        | 1.1  | Francesco Gavazzi      | Lampre-Farnese Vini       |
| 19    | Coppa Bernocchi                                             | Itàlia        | 1.1  | Manuel Belletti        | Colnago-CSF Inox          |
| 20-22 | Festningsrittet                                             | Noruega       | 2.2  | Jesse Anthony          | Kelly Benefit Strategies  |
| 21    | Trofeu Melinda                                              | Itàlia        | 1.1  | Vincenzo Nibali        | Liquigas-Doimo            |
| 21    | Puchar Ministra Obrony Narodowej                            | Polònia       | 1.2  | Bartłomiej Matysiak    | CCC Polsat Polkowice      |
| 24    | Gran Premi dels Marbrers                                    | França        | 1.2  | Keven Lacombe          | SpiderTech-Planet Energy  |
| 24-27 | Tour de Poitou-Charentes                                    | França        | 2.1  | Jimmy Engoulvent       | Saur-Sojasun              |
| 24-29 | Giro de la Vall d'Aosta                                     | Itàlia        | 2.2U | Piotr Ignatenko        | Itera-Katusha             |
| 25    | Druivenkoers Overijse                                       | Bèlgica       | 1.1  | Björn Leukemans        | Vacansoleil               |
| 25-28 | Tour of Victory                                             | Turquia       | 2.2  | Mert Mutlu             | Brisaspor                 |
| 28    | Giro del Vèneto                                             | Itàlia        | 1.HC | Daniel Oss             | Liquigas-Doimo            |
| 28-29 | Szlakiem walk majora Hubala                                 | Polònia       | 1.2  | Tomasz Kiendyś         | CCC Polsat Polkowice      |
| 29    | Châteauroux Classic de l'Indre                              | França        | 1.1  | Anthony Ravard         | AG2R La Mondiale          |
| 29    | Copa Sels                                                   | Bèlgica       | 1.1  | Aidis Kruopis          | Palmans-Cras              |
| 29    | Ronde van Midden-Nederland                                  | Països Baixos | 1.2  | Wesley Kreder          | Rabobank Continental      |
| 29    | Zagreb-Ljubljana                                            | Eslovènia     | 1.2  | Matej Mugerli          | Perutnina Ptuj            |
| 31-7  | Volta a Eslovàquia                                          | Eslovàquia    | 2.2  | Robert Vrečer          | Perutnina Ptuj            |

### Setembre
| Data  | Cursa                                           | País          | Cat.   | Vencedor                             | Equip                        |
| ----- | ----------------------------------------------- | ------------- | ------ | ------------------------------------ | ---------------------------- |
| 5     | Tour del Doubs                                  | França        | 1.1    | Jérôme Coppel                        | Saur-Sojasun                 |
| 5     | Giro de la Romanya                              | Itàlia        | 1.1    | Patrik Sinkewitz                     | ISD-Neri                     |
| 5     | Gran Premi Jef Scherens                         | Bèlgica       | 1.1    | Lars Boom                            | Rabobank                     |
| 5     | Memorial Davide Fardelli                        | Itàlia        | 1.2    | Luke Durbridge                       | Jayco-Skins                  |
| 5     | Kernen Omloop Echt-Susteren                     | Països Baixos | 1.2    | Peter Schulting                      | Jo Piels                     |
| 5-12  | Tour de l'Avenir                                | França        | 2.Ncup | Nairo Quintana                       | Equip nacional de Colòmbia   |
| 8     | Memorial Rik van Steenbergen                    | Bèlgica       | 1.1    | Michael Van Staeyen                  | Topsport Vlaanderen-Mercator |
| 6-10  | Giro del Friül-Venècia Júlia                    | Itàlia        | 2.1    | Vegard Stake Laengen                 | Equip nacional de Noruega    |
| 11    | París-Brussel·les                               | Bèlgica       | 1.HC   | Francisco Ventoso                    | CarmioOro-NGC                |
| 11-18 | Volta a la Gran Bretanya                        | Regne Unit    | 2.1    | Michael Albasini                     | HTC-Columbia                 |
| 11-18 | Volta a Bulgària                                | Bulgària      | 2.2    | Krassimir Vassiliev                  | SK Dobrich 1905              |
| 12    | Chrono champenois                               | França        | 1.2    | Rasmus Christian Quaade              | Equip nacional de Dinamarca  |
| 12    | Gran Premi de Fourmies                          | França        | 1.HC   | Romain Feillu                        | Vacansoleil                  |
| 15    | Gran Premi de Valònia                           | Bèlgica       | 1.1    | Paul Martens                         | Rabobank                     |
| 17    | Campionat de Flandes                            | Bèlgica       | 1.1    | Leigh Howard                         | HTC-Columbia                 |
| 17    | Gran Premi del Somme                            | França        | 1.1    | Martin Elmiger                       | AG2R La Mondiale             |
| 18    | Gran Premi Vila de Mòdena                       | Itàlia        | 1.1    | Francesco Chicchi                    | Liquigas-Doimo               |
| 19    | Gran Premi de la Indústria i el Comerç de Prato | Itàlia        | 1.1    | Diego Ulissi                         | Lampre-Farnese Vini          |
| 19    | Gran Premi d'Isbergues                          | França        | 1.1    | Aleksejs Saramotins                  | HTC-Columbia                 |
| 19    | Trofeu Gianfranco Bianchin                      | Itàlia        | 1.2    | Robert Vrečer                        | Perutnina Ptuj               |
| 19    | Duo Normand                                     | França        | 1.1    | Alexandr Pliuschin · Artiom Ovetxkin | Team Katusha                 |
| 22    | Circuit de Houtland                             | Bèlgica       | 1.1    | Stefan van Dijk                      | Verandas Willems             |
| 24-26 | Tour del Gavaudan Llenguadoc-Rosselló           | França        | 2.2    | Jérôme Coppel                        | Saur-Sojasun                 |
| 25    | Memorial Marco Pantani                          | Itàlia        | 1.2    | Elia Viviani                         | Liquigas-Doimo               |
| 25    | Praga-Karlovy Vary-Praga                        | Txèquia       | 1.2    | Andreas Schillinger                  | Team NetApp                  |
| 26    | Tour de Vendée                                  | França        | 1.HC   | Koldo Fernández                      | Euskaltel-Euskadi            |
| 26    | Giro de Toscana                                 | Itàlia        | 1.1    | Daniele Bennati                      | Liquigas-Doimo               |
| 28    | Ruta d'Or                                       | Itàlia        | 1.2    | Francesco Manuel Bongiorno           | Futura-Matricardi            |
| 30-3  | Circuit Franco-Belga                            | Bèlgica       | 2.1    | Adam Blythe                          | Omega Pharma-Lotto           |

### Octubre
| Data | Cursa                                    | País      | Cat. | Vencedor              | Equip                   |
| ---- | ---------------------------------------- | --------- | ---- | --------------------- | ----------------------- |
| 1-3  | Cinturó de l'Empordà                     | Catalunya | 2.2  | José Herrada          | Caja Rural              |
| 2    | Petit Giro de Llombardia                 | Itàlia    | 1.2  | Alexander Serebryakov | ACS Lupi-San Marino ASD |
| 3    | Tour de Münster                          | Alemanya  | 1.1  | Joost van Leijen      | Vacansoleil             |
| 5    | Binche-Tournai-Binche                    | Bèlgica   | 1.1  | Elia Viviani          | Liquigas-Doimo          |
| 7    | Coppa Sabatini                           | Itàlia    | 1.1  | Riccardo Riccò        | Vacansoleil             |
| 7    | París-Bourges                            | França    | 1.1  | Anthony Ravard        | AG2R La Mondiale        |
| 9    | Giro de l'Emília                         | Itàlia    | 1.HC | Robert Gesink         | Rabobank                |
| 10   | Gran Premi Bruno Beghelli                | Itàlia    | 1.1  | Dario Cataldo         | Quick Step              |
| 10   | París-Tours sub-23                       | França    | 1.2U | Jelle Wallays         | Beveren 2000            |
| 10   | París-Tours                              | França    | 1.HC | Óscar Freire          | Rabobank                |
| 12   | Premi Nacional de Clausura               | Bèlgica   | 1.1  | Adam Blythe           | Omega Pharma-Lotto      |
| 14   | Giro del Piemont                         | Itàlia    | 1.1  | Philippe Gilbert      | Omega Pharma-Lotto      |
| 17   | Crono de les Nacions-Les Herbiers-Vendée | França    | 1.1  | David Millar          | Garmin-Transitions      |

### Proves anul·lades
| Data              | Cursa                               | País          | Cat. | Causa                      |
| ----------------- | ----------------------------------- | ------------- | ---- | -------------------------- |
| 12-14 de febrer   | Giro de la Província de Grosseto    | Espanya       | 2.1  |                            |
| 26-28 de febrer   | Tres dies de Valclusa               | Espanya       | 2.1  |                            |
| 19 de març        | Shalosh Kalot                       | Israel        | 1.1  |                            |
| 4 d'abril         | Fletxa d'Émeraude                   | França        | 1.1  |                            |
| 16-18 d'abril     | Volta a Aragó                       | Espanya       | 2.2  |                            |
| 20-24 de febrer   | Volta a Extremadura                 | Espanya       | 2.2  |                            |
| 2 de maig         | Trofeu dels Escaladors              | França        | 1.1  |                            |
| 6-9 de maig       | Tour de l'Haut Anjou                | França        | 2.2U |                            |
| 6-9 de maig       | Tour of Halkidiki                   | Grècia        | 2.2  |                            |
| 13-16 de maig     | Gran Premi Paredes Rota dos Móveis  | Portugal      | 2.2  | Baixa a categoria nacional |
| 23 de maig        | Tour de Rijke                       | Països Baixos | 1.1  |                            |
| 1-9 de juny       | Dwars door Nederland                | Països Baixos | 2.2  |                            |
| 6 de juny         | Coppa Colli Briantei Internazionale | Itàlia        | 1.1  |                            |
| 8-13 de juny      | Volta Ciclista Continental          | Espanya       | 2.2  |                            |
| 10 de juny        | Balaton Bike Fest                   | Hongria       | 1.2  |                            |
| 3 de juliol       | Tour del Jura                       | Suïssa        | 1.2  |                            |
| 17 de juliol      | Cronoscalata Gardone V.T.           | Itàlia        | 1.2  |                            |
| 21-25 de juliol   | Volta a Saxònia                     | Alemanya      | 2.1  |                            |
| 25 de juliol      | Gran Premi Inda                     | Itàlia        | 1.2  |                            |
| 31 de juliol      | Chrono 2-Paar-Zeitfahren            | Alemanya      | 1.1  |                            |
| 2 d'agost         | Pujada a Urkiola                    | Espanya       | 1.1  |                            |
| 10 d'agost        | Grand Premi de la vila de Felino    | Itàlia        | 1.2  |                            |
| 12 d'agost        | Gran Premi Törökbalint              | Hongria       | 1.2  |                            |
| 15 d'agost        | Gran Premi P-Nívó                   | Hongria       | 1.2  |                            |
| 18-22 d'agost     | Volta a Irlanda                     | Irlanda       | 2.1  |                            |
| 22 d'agost        | Clàssica als Ports de Guadarrama    | Espanya       | 1.1  |                            |
| 27-29 d'agost     | Gran Premi Guillem Tell             | Suïssa        | 2.2  |                            |
| 7 de setembre     | Coppa Placci                        | Itàlia        | 1.HC |                            |
| 8-10 de setembre  | Giro de les regiones sicilianes     | Itàlia        | 2.1  |                            |
| 8-13 de setembre  | Tour de Croàcia                     | Itàlia        | 2.2  |                            |
| 10-13 de setembre | Tour de Màrmara                     | Turquia       | 2.2  |                            |
| 11 de setembre    | Giro del Laci                       | Itàlia        | 1.1  |                            |
| 12 de setembre    | Volta a Nuremberg                   | Alemanya      | 1.1  |                            |
| 12 de setembre    | Giro de Sicília                     | Itàlia        | 1.1  |                            |
| 18 de setembre    | Memorial Cimurri                    | Espanya       | 1.1  |                            |
| 23 de setembre    | Tour de Vojvodina I                 | Sèrbia        | 1.2  |                            |
| 25 de setembre    | Tour de Vojvodina II                | Sèrbia        | 1.2  |                            |
| 26 de setembre    | Giro del Canavese                   | Itàlia        | 1.1  |                            |
| 13 d'octubre      | Milà-Torí                           | Itàlia        | 1.HC |                            |

## Classificacions
- Font: UCI Europa Tour

| #   | Ciclista                   | Equip                         | Pts.  |
| --- | -------------------------- | ----------------------------- | ----- |
| 1.  | Giovanni Visconti (ITA)    | ISD-Neri                      | 787   |
| 2.  | Stefan van Dijk (NED)      | Verandas Willems              | 653   |
| 3.  | Riccardo Riccò (ITA)       | Vacansoleil                   | 569   |
| 4.  | Domenico Pozzovivo (ITA)   | Colnago-CSF Inox              | 493   |
| 5.  | Romain Feillu (FRA)        | Vacansoleil                   | 482   |
| 6.  | Marco Marcato (ITA)        | Vacansoleil                   | 457   |
| 7.  | Jens Keukeleire (BEL)*     | Cofidis                       | 378   |
| 8.  | Sergio Pardilla (ESP)      | CarmioOro-NGC                 | 363   |
| 9.  | Francisco Ventoso (ESP)    | CarmioOro-NGC                 | 361   |
| 10. | Enrico Rossi (ITA)         | Ceramica Flaminia             | 360   |
| 11. | Cédric Pineau (FRA)        | Roubaix Lille Métropole       | 341   |
| 12. | Pierrick Fédrigo (FRA)     | BBox Bouygues Telecom         | 324   |
| 13. | Michele Scarponi (ITA)     | Androni Giocattoli-Serramenti | 323   |
| 14. | Jérôme Coppel (FRA)        | Saur-Sojasun                  | 315   |
| 15. | Leonardo Bertagnolli (ITA) | Androni Giocattoli-Serramenti | 308,4 |
| 16. | Kenny van Hummel (NED)     | Skil-Shimano                  | 307   |
| 17. | Matteo Carrara (ITA)       | Vacansoleil                   | 289,2 |
| 18. | Jacek Morajko (POL)        | Mróz-Active Jet               | 275   |
| 19. | Luca Paolini (ITA)         | Acqua & Sapone                | 270   |
| 20. | Samuel Dumoulin (FRA)      | Cofidis                       | 268   |

| #   | Ciclista                      | País          | Pts.   |
| --- | ----------------------------- | ------------- | ------ |
| 1.  | Vacansoleil                   | Països Baixos | 2624,4 |
| 2.  | Saur-Sojasun                  | França        | 1564   |
| 3.  | ISD-Neri                      | Itàlia        | 1503,2 |
| 4.  | Cofidis                       | França        | 1481   |
| 5.  | CarmioOro-NGC                 | Regne Unit    | 1456   |
| 6.  | Androni Giocattoli-Serramenti | Itàlia        | 1184   |
| 7.  | Colnago-CSF Inox              | Itàlia        | 1158   |
| 8.  | Topsport Vlaanderen           | Bèlgica       | 1141   |
| 9.  | Verandas Willems              | Bèlgica       | 1089   |
| 10. | Skil-Shimano                  | Països Baixos | 1072   |
| 11. | Bretagne-Schuller             | França        | 1045   |
| 12. | BBox Bouygues Telecom         | França        | 970    |
| 13. | De Rosa-Stac Plastic          | Irlanda       | 907    |
| 14. | Ceramica Flaminia             | Irlanda       | 771    |
| 15. | Roubaix Lille Métropole       | França        | 768    |
| 16. | Itera-Katusha                 | Rússia        | 757    |
| 17. | Cervélo TestTeam              | Suïssa        | 741    |
| 18. | Rabobank Continental          | Països Baixos | 719    |
| 19. | Landbouwkrediet               | Bèlgica       | 714    |
| 20. | Miche                         | Itàlia        | 660    |

| #   | País          | Pts.   |
| --- | ------------- | ------ |
| 1   | Itàlia        | 4166,6 |
| 2   | França        | 3000,4 |
| 3   | Espanya       | 2426,8 |
| 4   | Països Baixos | 2267,2 |
| 5   | Bèlgica       | 1989   |
| 7   | Alemanya      | 1720,2 |
| 6   | Eslovènia     | 1551   |
| 8   | Polònia       | 1390   |
| 9   | Rússia        | 1278   |
| 10  | Portugal      | 775    |
| 11. | Ucraïna       | 706    |
| 12. | Bulgària      | 698    |
| 13. | Lituània      | 680    |
| 14. | Noruega       | 668    |
| 15. | Dinamarca     | 650    |
| 16. | Txèquia       | 608    |
| 17. | Croàcia       | 548    |
| 18. | Estònia       | 469    |
| 19. | Irlanda       | 433,66 |
| 20. | Suïssa        | 423,4  |

| #   | País (Sub-23) | Pts. |
| --- | ------------- | ---- |
| 1.  | Bèlgica       | 1299 |
| 2.  | Països Baixos | 1140 |
| 3.  | Itàlia        | 1018 |
| 4.  | França        | 834  |
| 5.  | Alemanya      | 638  |
| 6.  | Eslovènia     | 585  |
| 7.  | Polònia       | 362  |
| 8.  | Lituània      | 235  |
| 9.  | Rússia        | 223  |
| 10. | Belarús       | 213  |
| 11. | Letònia       | 179  |
| 12. | Dinamarca     | 163  |
| 13. | Portugal      | 160  |
| 14. | Espanya       | 144  |
| 15. | Regne Unit    | 135  |
| 16. | Romania       | 112  |
| 17. | Noruega       | 111  |
| 18. | Àustria       | 103  |
| 19. | Turquia       | 97   |
| 20. | Moldàvia      | 91   |